# Comté de Louisa (Virginie)
Pour les articles homonymes, voir Comté de Louisa.
Le comté de Louisa est un comté de Virginie, aux États-Unis.